# Rudolf Böck (Fußballspieler)
Rudolf Böck (* 6. Juni 1962) ist ein ehemaliger deutscher Fußballspieler.

## Karriere
Böck spielte zuletzt für den FC Stern München, bevor er 1978 zur Jugendabteilung des FC Bayern München wechselte. Zur Saison 1980/81 erhielt er vom FC Bayern München einen bis zum Saisonende 1981/82 gültigen Vertrag als Lizenzspieler; zu einem Pflichtspiel als Profi langte es dennoch nicht. Mit seiner Reamateurisierung spielte er für deren zweite Mannschaft eine weitere Saison lang in der seinerzeit drittklassigen Amateur-Oberliga Bayern. Als Zweiter der Saison 1982/83 qualifizierte er sich mit der Mannschaft für die Endrunde um die Deutsche Amateurmeisterschaft 1983. Nachdem sich mit der Mannschaft in der 1. Runde gegen Hertha Zehlendorf und im Halbfinale gegen den Offenburger FV nach Hin- und Rückspiel durchgesetzt hatte, erreichte er mit der Mannschaft das Finale, das allerdings am 17. Juni im Waldstadion Homburg mit 0:2 nach Verlängerung gegen den FC Homburg verloren wurde. Mit der Amateurmannschaft qualifizierte er sich auch zweimal für den DFB-Pokal-Wettbewerb; bei der 0:1-Niederlage gegen den TSV 1860 München in der 2. Hauptrunde 1982/83 und bei der 3:5-Niederlage gegen die SG Wattenscheid 09 in der 1. Hauptrunde 1984/85 kam er zum Einsatz.
Für die Fußballabteilung des SV Lohhof bestritt er in der Saison 1994/95 31 Spiele in der drittklassigen Regionalliga Süd und erzielte fünf Tore. Sein Debüt im Seniorenbereich gab er am 30. Juli 1994 (1. Spieltag) beim torlosen Unentschieden im Heimspiel gegen den FC Hessen Kassel; sein erstes von fünf Toren erzielte er am 26. August 1994 (5. Spieltag) bei der 2:4-Niederlage im Heimspiel gegen den SSV Ulm 1846 mit dem Anschlusstreffer zum 2:3 in der 73. Minute.
Die Saison 1995/96 bestritt er für die Amateurmannschaft des FC Bayern München, für die er in 23 Regionalligaspielen eingesetzt wurde. Erstmals am 24. September 1995 (9. Spieltag) beim 1:0-Sieg im Heimspiel gegen die SG Egelsbach, letztmals an seinem Geburtstag beim 1:0-Sieg im Heimspiel gegen die TSF Ditzingen am 34. und letzten Spieltag.
1996/97 spielte er für den österreichischen Zweitligisten FC Kufstein, für den er 20 Ligaspiele (15 von Beginn an) bestritt; erstmals am 23. August 1996 (5. Spieltag) beim 2:0-Sieg im Heimspiel gegen den SV Gerasdorf, letztmals am 3. Juni 1997 (30. Spieltag) beim 3:1-Sieg im Heimspiel gegen den Donawitzer Sportverein Leoben.
Nach Deutschland zurückgekehrt, kam er in der Rückrunde der Saison 1999/2000 an elf aufeinanderfolgenden Spieltagen (12. März bis 12. Mai 2000) nochmals für die Fußballabteilung des SV Lohhof zum Einsatz; den Abstieg in die viertklassige Bayernliga, in der er nach 33 Spielen seine aktive Fußballerkarriere beendete, konnte er auch nicht mehr verhindern.